# Бакушинская, Ольга Анатольевна
Ольга Анатольевна Бакушинская (род. 3 июня 1965, Москва) — российская журналистка, телеведущая, член Союза кинематографистов России.

## Биография

### Ранние годы
Родилась в 1965 году в Москве в семье учёных. Отец — профессор, доктор математических наук, мать — кандидат технических наук. Прадед — Анатолий Васильевич Бакушинский — искусствовед, работал в Третьяковской галерее.
Окончила Институт управления им. С. Орджоникидзе по специальности «Инженер-экономист».

### Карьера
Работала в газете «Дело». С 1995 по март 2006 года работала в газете «Комсомольская правда». С июля 2006 по март 2007 года работала в газете «Известия», откуда ей пришлось уйти после конфликта с обозревателем газеты Максимом Соколовым, который, по мнению Бакушинской, позволил себе некорректные высказывания об убитой журналистке Анне Политковской в день её похорон.
С 2007 работала на телеканале «ТВ Центр». С 2007 по 2010 вела ток-шоу «Скандальная жизнь с Ольгой Б.» С сентября 2010 года вела ток-шоу «PRO жизнь» о социальных проблемах. В декабре 2012 была уволена вместе с коллективом программы. 10 октября 2012 года публично извинилась перед Ксенией Собчак, которую генеральный директор телеканала «ТВ Центр» Юлия Быстрицкая не пустила в эфир программы, посвящённой гибели Марины Голуб.
Вела рубрику «Между нами, девочками» в журнале «Антенна-Телесемь». Писала для Lenta.ru.

### Общественная позиция
Принимала участие в акциях протеста «За честные выборы».
В марте 2014 г. подписала письмо «Мы с Вами!» КиноСоюза в поддержку Украины.

### Личная жизнь
- Сразу после окончания института вышла замуж за писателя Леонида Жуховицкого[1].
- Была замужем за генеральным директором продюсерской компании Андреем Разумовским (1948—2013).
  - Дочь Мария (2001 года рождения)[1].

В июле 2014 г. эмигрировала в Израиль.

## Книги
- Ольга Бакушинская, Эдуард Шатов. Полеты божьей коровки / Антология. — КоЛибри, Азбука-Аттикус, 2012. — 320 с. — (Счастливый билет). — 5000 экз. — ISBN 978-5-389-02914-9.

- Ольга Бакушинская. Скандальные истории Ольги Б. / Авторский сборник. — Олимп, Астрель, 2010. — 224 с. — 3000 экз. — ISBN 978-5-271-26224-1, 978-5-271-26224-1.

- Ольга Бакушинская. Между нами, девочками. — Херст Шкулев Медиа, 2012. — 140 с. — ISBN 978-5-9900787-3-4.